# Tháp chuông thời gian
Tháp chuông thời gian (tiếng Nhật: 時の鐘; Toki no Kane) là tháp chuông được xây dựng ở trung tâm Kawagoe, Saitama, Nhật Bản. Nó được coi là biểu tượng của thành phố này.

## Lịch sử
Không ai biết rõ ngày xây dựng chính xác của công trình này, nhưng người ta nói rằng nó được khởi công vào khoảng năm 1627 đến năm 1634 (trong niên hiệu Kan'ei dưới thời Edo) theo lệnh của lãnh chúa phiên Kawagoe là Sakai Tadakatsu. Năm 1639, Matsudaira Nobutsuna vừa mới nhậm chức lãnh chúa phiên Kawagoe, tình cờ phát hiện chiếc chuông ban đầu bị hỏng và không dùng được nữa, bèn ra lệnh cho gia thần đúc một chiếc chuông mới vào năm 1653.
Theo ghi chép trong cuốn địa phương chí nhan đề Kawagoe Somen vào năm 1704, lãnh chúa phiên Yamura (tọa lạc ở thành phố Tsuru, tỉnh Yamanashi ngày nay) tên là Akimoto Takatomo lên làm lãnh chúa phiên Kawagoe, ông cho mang một chiếc chuông từng được sử dụng ở thị trấn thành Yamura đến Kawagoe. Chiếc chuông này ban đầu được một thợ đúc địa phương đúc vào năm 1694 tạo ra loại âm thanh rất hay và người ta nói rằng nó đã có âm thanh khác trước khi xảy ra những điều không may như lũ lụt hoặc động đất. Năm 1733, một tháp cứu hỏa được đặt trên đỉnh tháp chuông khi số lượng nhà cửa tăng lên hòng đóng vai trò như một chiếc chuông cứu hỏa.
Năm 1767, khi Matsudaira Tomonori trở thành lãnh chúa phiên Kawagoe, chiếc chuông lưu giữ trong tòa tháp chính là chiếc chuông được đúc vào năm 1653, không phải chiếc chuông có âm thanh hay. Vì chiếc chuông đó đã bị hỏng nên một chiếc chuông ở một ngôi đền gần đó được đem ra sử dụng. Năm 1849, một chiếc chuông mới được đúc sau 73 năm không có chuông gốc. Thật không may, chiếc chuông mới, được người dân địa phương mong muốn từ lâu, lại không phát ra âm thanh hay với âm thanh trầm, và một lần nữa người ta đành đem một chiếc chuông ở một ngôi đền gần đó ra thay thế.
Năm 1856, cả tháp và chuông đều bị thiêu rụi, và một chiếc chuông mới được đúc vào năm 1861. Nhưng một lần nữa, chiếc chuông mới lại bị thiêu rụi vào năm 1893 trong trận Đại hỏa hoạn Kawagoe, thiêu rụi 1.302 ngôi nhà, gần một phần ba tổng số nhà trong thị trấn. Tòa tháp hiện tại được xây dựng vào năm 1894, một năm sau trận Đại hỏa hoạn Kawagoe. Nhằm tái thiết tháp đồng hồ này làm thành biểu tượng của Kawagoe, đám thương gia địa phương hàng đầu đã thu thập số tiền đóng góp từ những doanh nhân thành đạt tại Kawagoe. Tòa tháp được tái thiết đã từng ngừng báo giờ trong và sau chiến tranh, rồi cho đến năm 1975 mới tiếp tục báo giờ bằng máy. Tòa tháp đã trải qua quá trình cải tạo từ năm 2015 đến năm 2016 với chi phí 100 triệu yên để cải thiện khả năng chống động đất.